# Куева да лас Манос
Куева да лас Манос (на испански: Cueva de las Manos – Пещера на ръцете) е пещера в Южна Аржентина, провинция Санта Крус, в долината на реки Пинтурас (Pinturas).
Известна е с археологическите и палеонтологическите находки, открити в нея, и най-вече със скалните рисунки и изображения на човешки ръце, най-старите от които са датирани на 9000 години пр.н.е. Пещерата е била населявана от хора, които са предци на индианците от Патагония. Най-новите рисунки се отнасят към първото хилядолетие от нашата ера. Рисунките са изпълнени с бои с минерален произход.
Изобразени са основно леви ръце на малки момчета. Предполага се че това е било елемент от древни обреди – момчето, ставайки мъж е трябвало до остави контур от ръката си в свещената пещера.
Освен многобройните изображения на ръце на стените на пещерата са изобразени и сцени на лов на гуанако, щрауси-нанду, котки и други животни. На рисунките е изобразено използването на болеадорас - традиционно метателно оръжие на индианците от Южна Америка.
През 1999 г. пещерата е включена в Списъка на световното наследство на ЮНЕСКО.